# Zones de perill de flux de lava

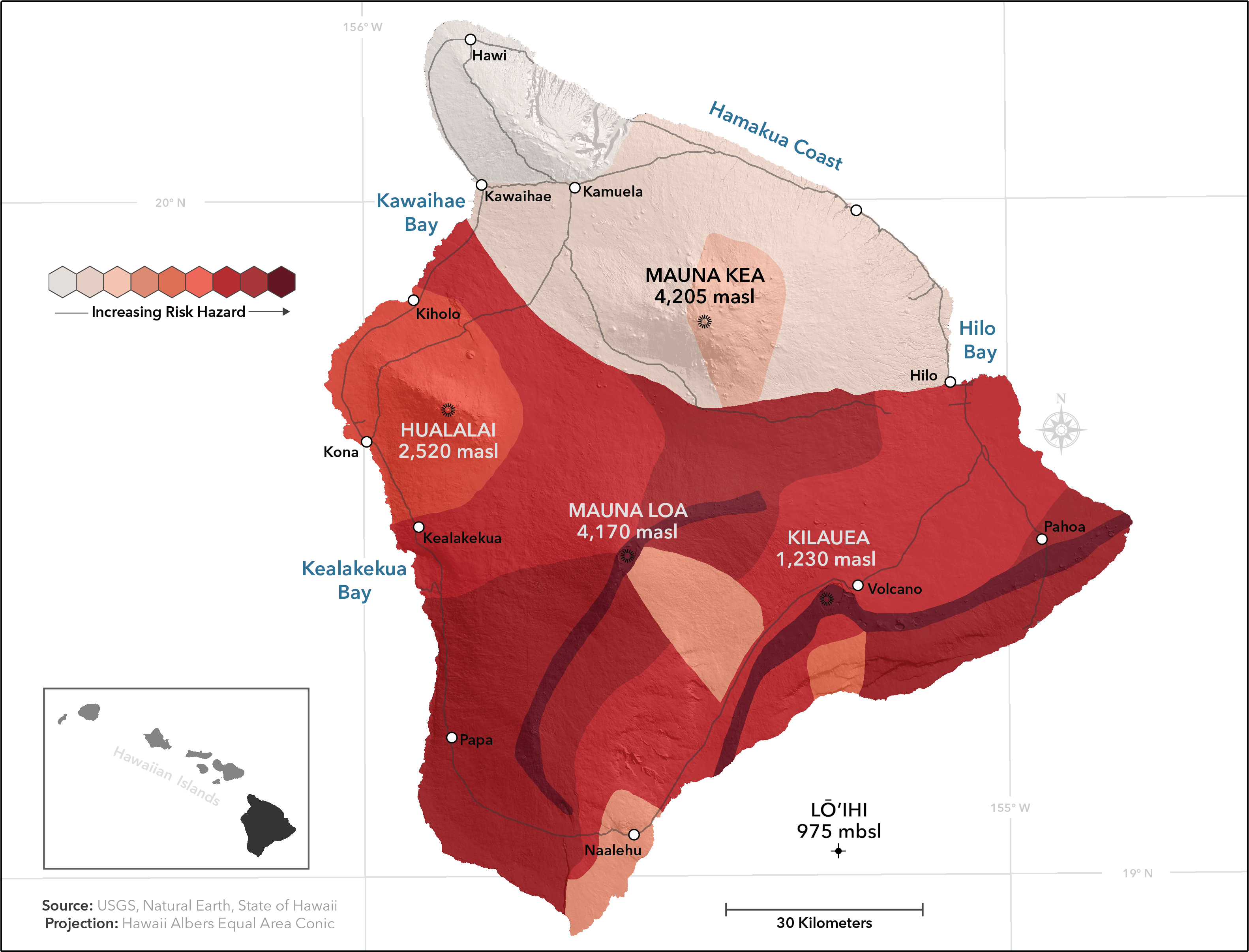
L'illa de Hawaii va ser mapejat en 9 zones destinades a retratar el perill futur a llarg termini a causa de l'activitat de flux de lava. (USGS)

Les zones de perill de flux de lava són àrees designades pel Servei Geològic dels Estats Units per a l'illa de Hawaii als Estats Units. Preparat per primera vegada el 1974 per Donal Mullineaux i Donald Peterson de la USGS i revisats el 1992, els mapes descriuen el perill qualitatiu que suposaven els fluxos de lava basats en la història de l'activitat de cadascun dels cinc volcans que formen l'illa de Hawaii. La Zona 1 representa les zones més perilloses i la Zona 9 les menys perilloses.

## Definicions de zona de perill de flux de lava per la USGS
Les zones de perill de flux de lava es basen en la ubicació de les obertures eruptives, la cobertura de lava passada i la topografia.
- Zona 1: Inclou cims i zones de rift dels volcans Kilauea i Mauna Loa, on els fluxos de lava han estat actius reiteradament en el temps històric.
- Zona 2: Àrees adjacents i baixades de la Zona 1. El 15-25% de la Zona 2 ha estat cobert per lava alguna vegada des del 1800, i entre els darrers 750 anys s'ha cobert un 25-75%. El perill relatiu dins de la Zona 2 disminueix gradualment a mesura que un s'allunya de la Zona 1.
- Zona 3: Zones menys perilloses que la Zona 2 a causa de la distància més llarga que els fluxos actius recentment i/o a causa de la topografia. L'1,5% de la Zona 3 ha estat coberta alguna vegada des del 1800 i el 15-75% s'ha cobert durant els darrers 750 anys.
- Zona 4: inclou tot Hualalai, on la freqüència d'erupcions és menor que la de Kilauea o Mauna Loa. La cobertura de la lava és proporcionalment menor, al voltant del 5% de la superfície ha estat cobert per lava des del 1800 i menys del 15% en els darrers 750 anys.
- Zona 5: Àrea del volcà Kilauea actualment protegida per topografia.
- Zona 6: Dues zones del Mauna Loa, ambdues protegides per topografia.
- Zona 7: Part més jove del volcà Mauna Kea. El 20% d'aquesta superfície ha estat coberta per lava en els darrers 10.000 anys.
- Zona 8: La part restant del Mauna Kea. Només uns pocs percentatges d'aquesta zona ha estat coberta per lava en els darrers 10.000 anys.
- Zona 9: El volcà Kohala, que va erupcionar per última vegada fa més de 60.000 anys.

L'Observatori dels Volcans Hawaïans de l'USGS manté un FAQ destinat a respondre moltes de les preguntes que es plantegen al mapa i els seus usos diversos.